# Hoofdkantoor Electrobel
De hoofdzetel van Electrobel is een neoklassiek gebouw uit 1929-32 aan het Brusselse Troonplein. 

## Architectuur
Het is een ontwerp van architecten Michel Polak en René Théry in opdracht van elektriciteitsgroep Electrobel. Deze was net ontstaan uit een fusie onder impuls van de Generale Maatschappij. Het statige pand bestaat uit vier vleugels rondom een binnenkoer. Door zijn monumentale architectuur valt het niet uit de toon tegenover het nabijgelegen Koninklijk Paleis. In weerwil van de historische aanblik, was het gebouw voorzien van alle moderne comfort en behoorde het tot de eerste Brusselse kantoorgebouwen met een ondergrondse parkeergarage. Nog tijdens de bouw raakte Electrobel echter in zwaar weer, waardoor de weelderige aankleding van de benedenverdiepingen geen vervolg kreeg hogerop.
Kort voor de Tweede Wereldoorlog liet de directie een schuilkelder aanleggen, compleet met gasmaskers voor 150 personen. In 1951 en 1962-1965 vonden er uitbreidingswerken plaats en in 1986-1987 werd de binnenkoer overdekt.

## Geschiedenis

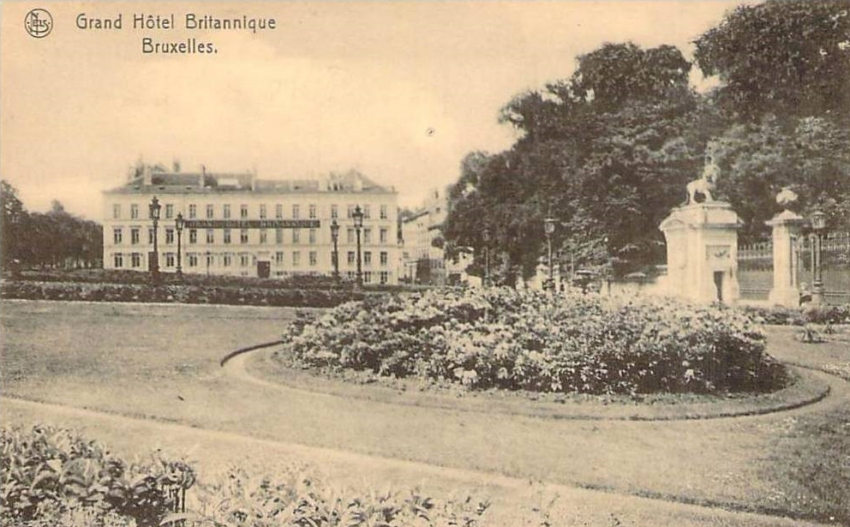
Grand Hotel Britannique (1904)

Voor de bouw moesten het Hôtel Brittanique en enkele aanpalende huizen plaats ruimen.
In juni 1940 werd het gebouw opgeëist door de Duitse bezetter. Generaal Alexander von Falkenhausen bracht er zijn hoofdkwartier onder en ook de Oberfeldkommandatur nam er zijn intrek (OFK 672, achtereenvolgens onder het bevel van luitenants-generaal Alfred Streccius, Günther von Hammerstein-Equord en Friedrich Karst). Hier haalden duizenden Joden op 9 en 10 juni 1942 een Jodenster af (nadat waarnemend burgemeester Jules Coelst onverwacht de voorziene verdeling via de stadsdiensten had geweigerd). In de nacht van 3 op 4 september 1944, onmiddellijk na de bevrijding, viel een kleine groep verzetslieden de kommandantur aan. Ze riepen de hulp in van de Britten, die twee tanks stuurden om het gebouw onder vuur te nemen. In 1949 werd het opgeknapt.
Wie aanschoof achter de directiebureaus op de eerste verdieping van het gebouw, behoorde zonder meer tot de economische elite van het land. Onder meer Jean-Pierre Hansen, Yves Boël en Paul De Keersmaeker ontvingen er graag, net als Etienne Davignon, hoog in zijn dakkantoor. In februari 1999 was er massale persaanwezigheid voor de laatste uren van Philippe Bodson bij Tractebel, die de strijd met Gérard Mestrallet verloren had.
In 2002 kocht verzekeringsgroep Axa het gebouw en de belendende kantoren over van Tractebel. Na de centralisering van de  Belgische filialen van GDF Suez (nu Engie) in de Noordwijk (2014) stond het gebouw leeg. Axa zal er in 2017 zelf haar intrek nemen en laat de binnenkoer verbouwen tot een glazen atrium.